# Woloocze
Woloocze (łac. buphthalmos) – powiększenie wymiarów gałki ocznej, spowodowane zwiększeniem ciśnienia wewnątrzgałkowego. Do woloocza dochodzi w przebiegu jaskry, szczególnie dobrze widoczne jest w jaskrze jednostronnej.